# Rhizocyon
Rhizocyon es un género extinto de mamífero carnívoro perteneciente a la subfamilia Borophaginae. El género fue habitó al occidente de América del Norte durante el Oligoceno, viviendo desde hace 33,3—20,6 millones de años, existiendo durante aproximadamente 12,7 millones de años. 
Rhizocyon fue similar a la especie contemporánea, Archaeocyon leptodus, que habitó las grandes llanuras, pero tenían sutiles diferencias en la estructura del cráneo y dentadura, indicando que Rhizocyon pudo estar relacionado con los ancestros de los borofagínidos. Solo se conoce una especie, R. oregonensis; sus fósiles se han hallado en el estado de Oregón, Estados Unidos. 

## Morfología
Se examinaron dos especímenes fósiles para estimar su peso corporal.
- Espécimen 1: 1,51 kilogranmos
- Espécimen 2: 1,57 kilogranmos